# منتخب فنلندا تحت 20 سنة لكرة السلة
منتخب فنلندا تحت 20 سنة لكرة السلة هو ممثل فنلندا تحت 20 سنة الرسمي في المنافسات الدولية في كرة السلة
.